# 아프로잭
애프로잭(Afrojack, 1987년 9월 9일 ~ )은 네덜란드의 음악 프로듀서이자 DJ이다. 현재 발 레코딩즈를 창립하여 활동 중이다.